# Atropacarus clavigerus
Atropacarus clavigerus är en kvalsterart som först beskrevs av Berlese 1904.  Atropacarus clavigerus ingår i släktet Atropacarus och familjen Phthiracaridae. Inga underarter finns listade.